# Шахта «Вергелівська»
ДВАТ "Шахта «Вергелівська». Входить до ДХК « Луганськвугілля». Розташована у смт. Вергулівка, Брянківської міськради Луганської області.
Виробнича потужність 390 тис.т вугілля на рік. Фактичний видобуток 2293/874 т/добу (1990/1999). У 2003 р видобуто 256,6 тис.т.
Максимальна глибина 490 м (1990—1999). Шахтне поле розкрите 3-а вертикальними стволами. Протяжність підземних виробок 60,2/45,9 км (1990/1999). У 1990/1999 розробляла відповідно пласти l5, l4 та l6, l3 потужністю 0,9-1,2 м, кути падіння 0-10о.
Пласти l5, l4 небезпечні за раптовими викидами. Кількість очисних вибоїв 6/4/3, підготовчих 13/6,6 (1990/1999/2002). Обладнання: комплекси КД-80, комбайни 1К101.
Кількість працюючих: 1824/1605 чол., в тому числі підземних 1190/1208 чол. (1990/1999).
Адреса: 94195, вул. Центральна, 16, смт. Вергулівка, м. Брянка, Луганської обл.